# Le Soleil noir
Le Soleil noir, franska för Den svarta solen, är namnet på en bokserie hos det franska bokförlaget Presses du livre français i Paris åren 1950–1955 och därefter namnet på ett självständigt bokförlag åren 1963–1983. Initiativtagare var författaren och förläggaren François Di Dio (1921–2005). Utgivningen var starkt präglad av surrealismen. Första titeln var de Sades berättelse om dygdens belöning, Justine ou les malheurs de la vertu, med förord av Bataille och illustrationer av Hans Bellmer. Som andra bok utgavs diktboken Derrière son double av den 20-årige debutanten Jean-Pierre Duprey med förord av André Breton. Över 150 titlar utkom, mycket poesi, konstböcker, skönlitteratur, essäer. Förläggaren, härstammande från Sicilien, publicerade själv den egna, tragikomiska pjäsen Don Juan de Sicile (1952) under pseudonymen F. S. Aréna.